# Sam Shankland
Samuel L. Shankland  (nacido el 1 de octubre de 1991) es un gran maestro de ajedrez estadounidense. Ganó el Campeonato de Ajedrez de EE. UU. en 2018.
Shankland fue Campeón del Estado de California en 2008, 2009, 2011 y 2012, y Campeón de Campeones del Estado en 2009. Ganó el bronce en el Campeonato Mundial U18 de 2008 y fue Campeón Juvenil de EE. UU en 2010. Obtuvo su título de maestro internacional en 2008 y su título de gran maestro en 2011. Shankland superó una calificación de la FIDE de 2600 en 2012 y entró entre los 100 mejores jugadores del mundo en 2014.
Como miembro del equipo de Estados Unidos, ganó la medalla de oro a la mejor actuación individual en el tablero de reserva en la 41.ª Olimpiada de Ajedrez . También formó parte del equipo en la 42ª Olimpiada de Ajedrez, donde Estados Unidos ganó el oro por equipos por primera vez en cuarenta años. En 2018, ganó el Campeonato de Ajedrez de EE. UU. rompiendo la barrera de los 2700 por primera vez en su carrera.

## Carrera
Shankland comenzó a destacar en 2008 ganando el Pacific Coast Open y el California State Championship. Hizo su debut internacional en la sección del Campeonato Mundial Juvenil de Ajedrez Sub-18, donde empató en el primer lugar con Ivan Saric y Nguyen Ngoc Truong Son, consiguiendo la medalla de bronce en el desempate y obteniendo el título de Maestro Internacional.
En enero de 2011, Shankland obtuvo el título de Gran Maestro en el Berkeley International.
Terminó tercero en el Campeonato de EE. UU. de Ajedrez de 2011, después de derrotar primero a Alexander Onischuk en una ronda de playoffs y más a tarde a Robert Hess en un partido de Armageddon. Este resultado le calificó para la Copa del Mundo FIDE 2011.
En 2012 Shankland ganó el Northern California International por delante de los fuertes gerentes generales Georg Meier, Alejandro Ramirez, Yury Shulman y Bartlomiej Macieja .
En 2013 Shankland hizo su debut con la selección nacional de Estados Unidos en el Campeonato Panamericano de Ajedrez por Equipos en Campinas, Brasil, llevándolos a la victoria con un índice de rendimiento superior a 2800.
En la 41.ª Olimpiada de Ajedrez en Tromsø, Noruega de 2014, Shankland consiguió el oro por su actuación como jugador de reserva. Invicto, anotó 9 puntos en 10 partidas lo que le otorgó una calificación de rendimiento de 2829 para este torneo.
El 14 de diciembre de 2014 Shankland se colocó entre los 100 mejores ajedrecistas del mundo.
Después de su medalla de oro en Tromsø, Shankland fue ascendido al primer tablero del equipo de EE. UU para el Campeonato Mundial de Ajedrez por Equipos donde jugó con un índice de rendimiento superior a 2700 y empató contra los jugadores de élite Levon Aronian, Alexander Grischuk y Boris Gelfand los cuales estaban entre los quince mejores jugadores del mundo en ese momento.
Shankland ocupó el tercer lugar en el grupo Tata Steel Challengers con una puntuación de 9,0/13 y una calificación de rendimiento de 2695.
En marzo de 2016, Shankland consiguió el puesto en el Fagernes International. En junio de 2016 ganó el Edmonton International. En agosto de 2016 Shankland ganó el Biel Masters.
En septiembre de 2016 jugó como cuarto tablero para los Estados Unidos en la 42ª Olimpiada de Ajedrez donde el equipo ganó el oro por primera vez desde 1976. En septiembre de 2016 ocupó el puesto 57 en el mundo con una calificación Elo de 2679.
En abril de 2018 Shankland consiguió el primer puesto en el Campeonato de Ajedrez de EE. UU. con una puntuación de 8½/11. Terminó medio punto, dos puntos y tres puntos por delante de Fabiano Caruana, Wesley So y Hikaru Nakamura, respectivamente. Se llevó a casa $50.000 en premios y aumentó su calificación a 2701 rompiendo la barrera de los 2700 por primera vez en su carrera y convirtiéndose en el séptimo estadounidense en alcanzar el nivel de súper gran maestro.
En junio ganó el Campeonato Continental Americano de Ajedrez  terminando primero con una puntuación de 9/11.

## Libros
- Shankland, Sam (2018). Small Steps to Giant Improvement: Master Pawn Play in Chess. Quality Chess. ISBN 9781784830502.
- Shankland, Sam (2020). Small Steps 2 Success: Mastering Passed Pawn Play. Quality Chess. ISBN 9781784830892.